# 쓰보노 광천

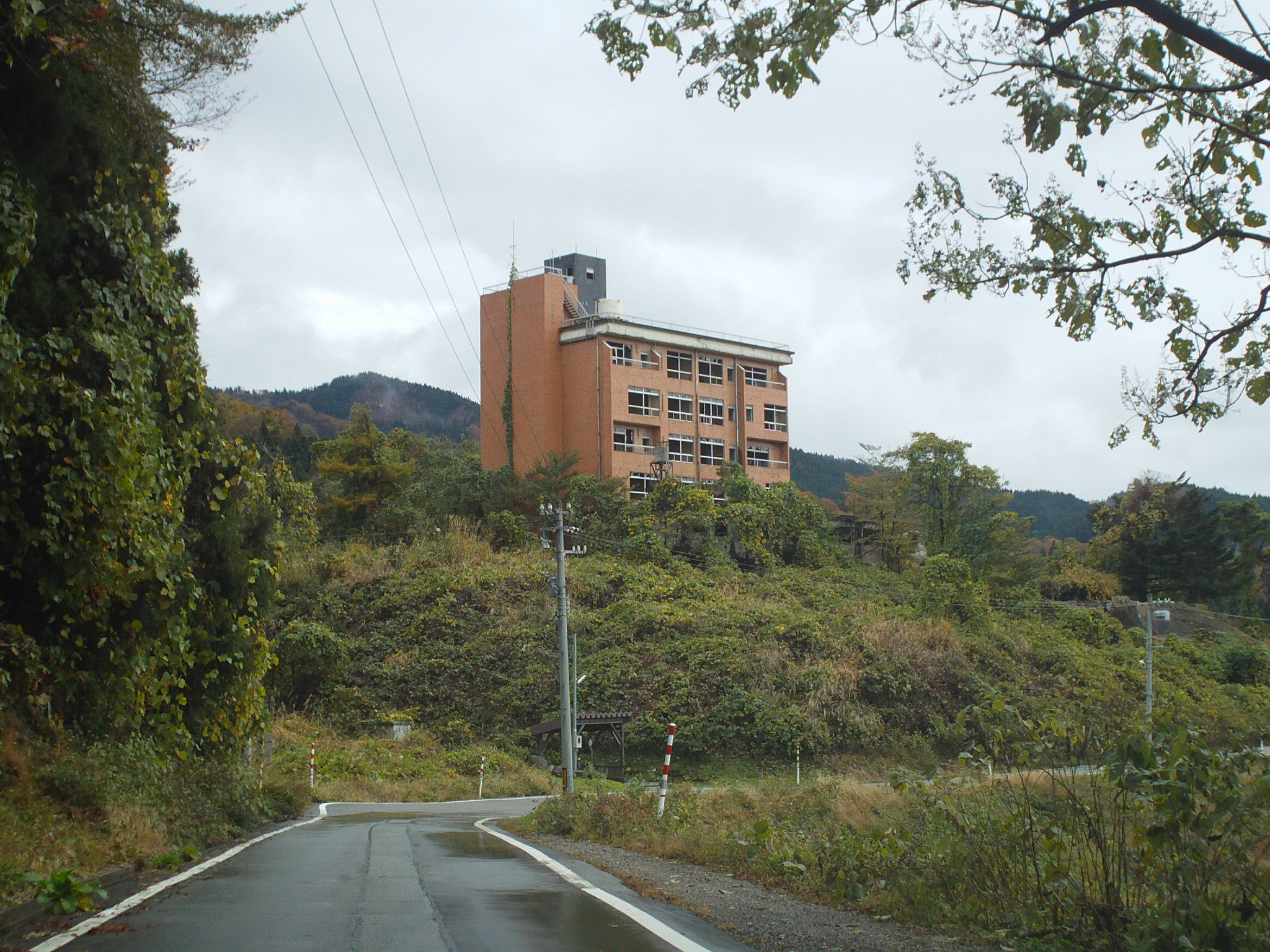

쓰보노 광천(일본어: 坪野鉱泉 쓰보노코우센[*])은 도야마현 우오즈시 쓰보노, 도야마 현도 67호 우나즈키오오사와노 선에 부근에 소재한 광천이다. 쓰보노 온천(일본어: 坪野温泉 쓰보노온센[*])이라고도 한다.
온천과 이름이 같은 "쓰보노 광천"이라는 료칸이 있었는데 1982년 도산하고 그 건물은 폐허가 되었다. 1996년 담력시험 목적으로 이 폐허를 찾아간 여성 2명이 실종된 사건으로 유명하다.

## 수질
수질은 약식염천이다. 수온은 섭씨 18도. 부인병, 피부병, 신경통, 위장병에 효능이 있다고 한다.
료칸이 망한 뒤에도 광천 자체는 마르지 않고 계속 솟아나고 있다. 료칸 건물의 폐허 아래에서 물이 용출, 기타야마 약사당(北山薬師堂, 기타야마 광천)의 상류부에 해당하므로 "약사의 물(薬師の水)"이라고 부른다. 상술한 효능이 있는 약수라고 알려져 인근 주민들이 이용하고 있다.。

## 건물 폐허
료칸 건물은 8층짜리이며 면적은 3,300 평방미터. 우오즈 시의 사적인 쓰보노 성터 뒤편에 있다. 료칸이 망한 뒤에도 건물이 철거되지 않고 방치되어서 폐허화했다. 2003년 7월 발행된 『최신 일본의 심령공포 스팟 100선』에도 올라와 있고, 2007년에 발행된 『일본의 폐허』에도 호쿠리쿠 제일의 담력시험장이라고 꼽히고 있다.

## 실종사건
1996년(헤이세이 8년) 5월 5일, 도야마 현 히미시에 거주하는 여성 2명이 가족에게 “담력시험을 간다”는 말을 남기고 외출했다. 두 사람은 친구의 삐삐에 “지금 우오즈 시에 있다”는 메시지를 보낸 것을 마지막으로 행방불명되었다.
도야마 현경은 “담력시험”, “우오즈 시”라는 키워드에서 두 사람이 우오즈 시에 있는 폐허인 쓰보노 료칸 건물에 갔다는 결론에 이르러 수사를 실시했다. 그러나 사건 발생 1년 후인 1997년(헤이세이 9년) 5월 4일 시점까지도 아무런 단서도 발견되지 않았다. 당시 『요미우리 신문 지방판 도야마 요미우리』 에서는 이 사건을 지역 뉴스 특집 기사로 보도했다. 요미우리 지면에서는 두 여성 중 한쪽이 소유한, 실종 당시 타고 간 승용차가 발견되지 않았기에 경찰헬기와 산악수색대를 조직하여 절벽 아래 등 자동차가 추락할 만한 지점을 수색했지만 소득이 없었다고 되어 있다. 한편 당시 쓰보노 료칸이 폭주족의 소굴이어 사건에 연루되었을 가능성도 있다고 주장되었다.
이후 니가타 소녀 감금사건 발생의 영향으로 2000년(헤이세이 12년) 도야마 현경이 실종사건 재수사에 나섰음이 『북일본신문』에 보도되었다.
2014년 말, 복수의 목격자가 있다는 정보를 토야마현경이 입수하여 목격자 3명을 특정, 2020년(레이와 2년) 1월에 청취한 결과, 카이오마루파크 부근에서 여자 두 명이 탄 차가 급발진해서 바다로 추락하는 것을 보았다는 증언을 얻었다. 동년 3월 4일, 이미즈시 후시키토야마항 단애 근처 해저에서 승용차 한 대가 발견되어 인양되었고, 승용차 안에는 인골로 추정되는 뼛조각들이 발견되었다. 4월 18일, 토야마현경은 DNA 감정결과와 유류품으로부터 인양된 자동차의 시체들이 실종자들로 특정되었다고 발표했다.